# Natalie Klotz
Natalie Klotz (* 26. März 1997 in Innsbruck, Tirol) ist eine österreichische Eiskunstläuferin.

## Leben
Natalie Klotz lebt in Scharnitz in Tirol, sie läuft seit ihrem vierten Lebensjahr auf dem Eis. Sie absolvierte das Sport-BORG Innsbruck. Die Tirolerin startet für die „Union Eislaufschule Innsbruck“ (ESI), ihre Trainerin ist Claudia Houdek. Sie ist im Kader des österreichischen Eiskunstlauf-Nationalteams vertreten.
Im Jahr 2016 gewann sie den „Denkova-Staviski Cup“, der in der bulgarischen Hauptstadt Sofia ausgetragen wurde. Die „Ice Challenge“ in Graz schloss sie im Einzel auf dem dritten Gesamtrang ab. Bei der Tiroler Meisterschaft belegte sie 2017 den ersten Platz und bei der Staatsmeisterschaft 2017 kam sie auf Rang vier im Dameneinzel. Bei den Staatsmeisterschaften 2018 belegte sie hinter Lara Roth den zweiten Platz; Natalie Klotz ist damit die amtierende Vize-Staatsmeisterin.
Im Jänner 2018 nahm sie als einzige Vertreterin Österreichs im Dameneinzel an der Eiskunstlauf-Europameisterschaft in Moskau teil, wo sie den 30. Platz erreichte. Natalie Klotz war überdies die erste Tirolerin, die an einer Eiskunstlauf-EM teilnahm.

## Ergebnisse
| International                          | International | International | International | International | International | International | International |
| Event                                  | 11–12         | 12–13         | 13–14         | 14–15         | 15–16         | 17–18         | 18–19         |
| -------------------------------------- | ------------- | ------------- | ------------- | ------------- | ------------- | ------------- | ------------- |
| Europeans                              |               |               |               |               |               | 30.           |               |
| CS Alpen Trophy                        |               |               |               |               |               |               | WD            |
| CS Finlandia                           |               |               |               |               | 18.           |               |               |
| CS Nebelhorn                           |               |               |               |               |               |               | 10.           |
| CS Ondrej Nepela                       |               |               |               | 22.           |               |               |               |
| CS Tallinn Trophy                      |               |               |               |               |               |               | WD            |
| Bavarian Open                          |               |               |               |               |               | 7.            |               |
| Cup of Tyrol                           |               |               |               |               | 4.            |               |               |
| Denkova-Staviski Cup                   |               |               |               |               | 1.            |               |               |
| Dragon Trophy                          |               |               |               |               |               | 7.            |               |
| Egna Spring Trophy                     |               |               |               |               | 7.            |               |               |
| Golden Bear                            |               |               |               |               | 14.           |               |               |
| Ice Challenge                          |               |               |               |               |               | 3.            |               |
| Ice Star                               |               |               |               |               |               |               | 12.           |
| Int. Challenge Cup                     |               |               |               |               |               |               | 16.           |
| Kaunas Autumn Cup                      |               |               |               |               |               | 4.            |               |
| Merano Cup                             |               |               |               |               | 4.            | 11.           |               |
| NRW Trophy                             |               |               |               |               | 14.           |               |               |
| Reykjavik International                |               |               |               | 5.            |               |               |               |
| Skate Helena                           |               |               |               |               | 6.            |               |               |
| International: Juniorenmeisterschaften |               |               |               |               |               |               |               |
| Junior Worlds                          |               |               |               | 27.           |               |               |               |
| JGP Austria                            |               |               |               | 19.           |               |               |               |
| JGP Slovakia                           |               |               |               | 19.           |               |               |               |
| Bavarian Open                          | 12.           |               | 8.            |               |               |               |               |
| Cup of Tyrol                           |               |               |               |               | 5.            |               |               |
| Hellmut Seibt                          |               | 17.           |               |               |               |               |               |
| Leo Scheue                             |               |               |               |               | 7.            |               |               |
| Merano Cup                             |               |               | 6.            |               | 5.            |               |               |
| NRW Trophy                             |               |               |               |               | 7.            |               |               |
| National                               |               |               |               |               |               |               |               |
| Austrian Champ.                        | 11. J         | 10. J         | 9. J          | 2.            | 4.            | 2.            |               |
| J = Junioren; WD = zurückgezogen       |               |               |               |               |               |               |               |